# Kameanîțea, Ujhorod
Kameanîțea (în ucraineană Кам`яниця) este localitatea de reședință a comunei Kameanîțea din raionul Ujhorod, regiunea Transcarpatia, Ucraina.

## Demografie
Componența lingvistică a localității Kameanîțea
     Ucraineană (94,91%)
     Rusă (2,97%)
     Alte limbi (1,37%)
Conform recensământului din 2001, majoritatea populației localității Kameanîțea era vorbitoare de ucraineană (94,91%), existând în minoritate și vorbitori de rusă (2,97%).